# Stadion 1 pp Legionów w Wilnie
Stadion 1 pp Legionów im. Józefa Piłsudskiego – nieistniejący wielofunkcyjny stadion w Wilnie przy ul. Werkowskiej. Mógł pomieścić 1500 widzów. Został otwarty w 1933 roku i zlikwidowany na początku XXI wieku. W przeszłości swoje spotkania rozgrywali na nim m.in. piłkarze istniejącego w okresie międzywojennym klubu Śmigły Wilno.

## Historia

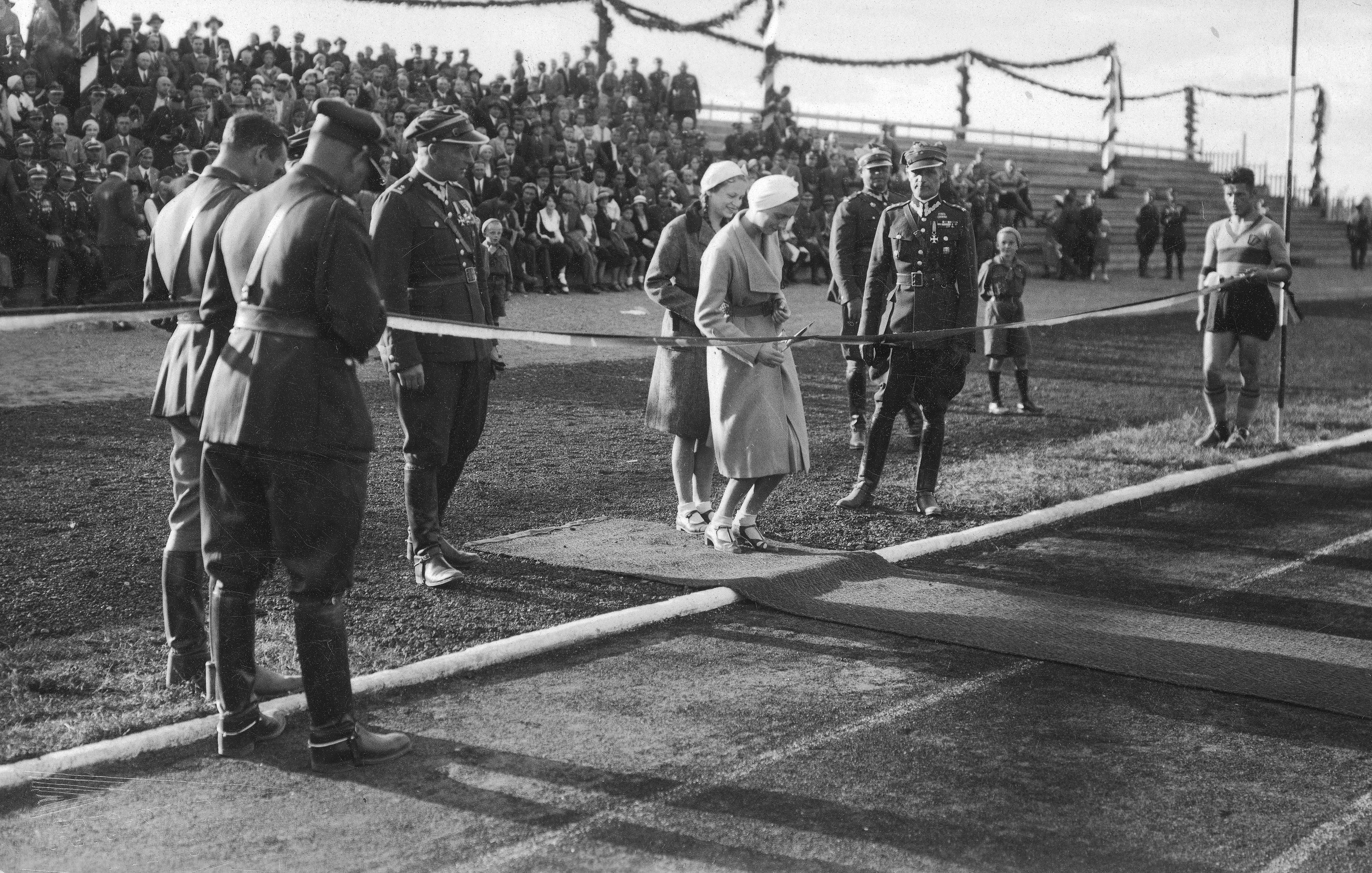
Otwarcie stadionu 6 sierpnia 1933 r.

Stadion 1 Pułku Piechoty Legionów w Wilnie został uroczyście zainaugurowany 6 sierpnia 1933 roku. Poświęcenia stadionu dokonał ks. Tyczkowski, a przecięcia wstęgi dokonały dwie córki marszałka Piłsudskiego, Wanda i Jadwiga. Na otwarcie rozegrano spotkanie piłkarskie drużyny 1 pp Leg. z austriackim FC Libertas Wien (3:6), a stadion otrzymał imię Józefa Piłsudskiego. Obiekt, położony przy ulicy Werkowskiej, na terenie koszar I Brygady posiadał bieżnię lekkoatletyczną i trybunę główną położoną po stronie zachodniej. Poprzednie boisko 1 pp Legionów, oddane do użytku 7 września 1924 roku mieściło się na górze Bouffałowej. Największym klubem, który rozgrywał przed II wojną światową swoje spotkania na stadionie 1 pp Leg. był Śmigły Wilno, jedyny klub z Wilna uczestniczący w rozgrywkach polskiej 1 Ligi (było to w sezonie 1938, w którym zespół zajął jednak ostatnie, dziesiąte miejsce w tabeli i powrócił do rozgrywek regionalnych). Po wojnie boisko istniało do początku XXI wieku. Stadion został zburzony, w jego miejscu wybudowano bloki i wytyczono ulicę.

## MeczePucharu Prezydenta Rzeczypospolitej Polskiej

### I etap (1936)
| 24 maja 1936 | Wilno · Pawłowski 16' Skrzypczak 18' | 2:1(2:0) | Liga A · Schwartz 58' | Widzów: 4000 |
|              |                                      |          |                       |              |

### Półfinał (1937)
| 12 września 1937 | Wilno · Osesik 22' | 1:2(1:1) | Kraków · Antosiewicz 13' Hausner 88' | Widzów: 2000 Sędzia: Aleksander Pichelski (Warszawa) |
|                  |                    |          |                                      |                                                      |

### Ćwierćfinał (1938)
| 17 lipca 1938 | Wilno | 0:3(0:2) | Warszawa |  |
|               |       |          |          |  |

### Półfinał (1939)
| 6 sierpnia 1939 | Wilno | 0:1(0:0) | Stanisławów · Urban 16' (s) |  |
|                 |       |          |                             |  |